# 서울공항리무진
서울공항리무진 주식회사(―空港- 株式會社)는 서울 공항버스를 운영하는 버스 운수 회사이다. 본사와 차고지는 서울특별시 송파구 장지동과 영업소는 인천광역시 중구 공항로 인천국제공항에 위치하고 있다. 2014년 1월 2일부터 서울버스 주식회사 중 공항버스 분야를 분할하여 설립하였다. 공항버스 7개 노선을 운행하고 있다.

## 역사
2001년부터 서울버스는 공항버스 노선을 개통하였으며, 본사를 장지동으로 이전하면서 서울특별시 서초구 마을버스 09번을 대복마을버스로 분리독립시켰다. 2004년의 버스 개편 때에는 한국비알티자동차 컨소시엄에 참여하였다. 2008년에는 장지동의 택지지구에 조성한 장지공영차고지로 이전하였으며, 2012년 8월부터 KD운송그룹의 대원공항을 인수하였으며, 2014년 1월 2일부터 공항버스 노선을 담당하는 서울공항리무진으로 분사하였다. 2022년 3월에는 '티맵모빌리티'가 '서울공항리무진'을 인수했다.

## 운행 노선

### 공항버스
- ● 6006번: 잠실새내역 ↔ 종합운동장역 ↔ 삼성역 (한국도심공항) ↔ 영동교입구, 청담자이아파트 ↔ 프리마호텔 ↔ 한양아파트, 압구정로데오역 ↔ 압구정역 ↔ 신사중학교 ↔ 올림픽대로 ↔ 88 분기점 ↔ 인천국제공항고속도로 ↔ 인천국제공항 (구 606번)
- ● 6009번: 가락1동 주민센터,헬리오시티 ↔ 삼성서울병원 ↔ 일원동 푸른마을 아파트 ↔ 개포동 연금매장 ↔ 학여울역 ↔ 대치역 ↔ 도곡역 ↔ 매봉역 ↔ 양재역 ↔ 우성아파트 ↔ 강남역 ↔ 신논현역 ↔ 논현역 ↔ 신사역 ↔ 올림픽대로 ↔ 88 분기점 ↔ 인천국제공항고속도로 ↔ 인천국제공항 (구 609번)
- ● 6020번: 역삼역 ↔ 강남역 ↔ 교대역 ↔ 고속터미널역 (서울고속버스터미널, 센트럴시티) ↔ 신반포역 ↔ 구반포역 ↔ 올림픽대로 ↔ 88 분기점 ↔ 인천국제공항고속도로 ↔ 인천국제공항
- ● 6200번:  황산 ↔ 상일초교 ↔ 강동역 ↔ 천호역 ↔ 강동구청역 ↔ 풍납동 ↔ 잠실 파크리오 아파트 ↔ 장미아파트 ↔ 잠실역 5번출구 ↔ 올림픽대로 ↔ 88 분기점 ↔ 인천국제공항고속도로 ↔ 인천국제공항 (2015년 2월 25일 6006번 분리 신설)
- ● 6300번: 강일리버10단지 ↔ 상일동역 ↔ 고덕역 ↔ 명일역 ↔ 굽은다리역 ↔ 길동역 ↔ 둔촌동역 ↔ 올림픽공원역 ↔ 방이역 ↔ 오금동 ↔ 오금역 ↔ 경찰병원역 ↔ 가락시장역 ↔ 수서역 ↔ 동부간선도로 ↔ 올림픽대로 ↔ 88 분기점 ↔ 인천국제공항고속도로 ↔ 인천국제공항
- ● 6500번: 강남우체국 ↔ 양전초등학교 ↔ 수도공고 ↔ 구룡초등학교 ↔ 포이사거리 ↔ 강남순환로 ↔ 제2경인고속도로 ↔ 인천국제공항고속도로 ↔ 인천국제공항
- ● 6600번: 마천역 ↔ 거여역 ↔ 위례신도시 ↔ 장지역 ↔ 안골마을 ↔ 코트라 ↔ 경부고속도로 ↔ 올림픽대로 ↔ 88 분기점 ↔ 인천국제공항고속도로 ↔ 인천국제공항

## 본사 및 영업소
- 인천국제공항 영업소

## 보유 차량

#### 현대자동차
- 현대 뉴 프리미엄 유니버스 스페이스 럭셔리
- 현대 뉴 프리미엄 유니버스 익스프레스 프라임
- 현대 뉴 프리미엄 유니버스 엘레강스 FCEV

#### 기아
- 기아 뉴 그랜버드 블루스카이